# Jean-François de la Harpe
Jean François de La Harpe (Paris, 20 de novembro de 1739 – Paris, 11 de fevereiro de 1803) foi um poeta francês.

## Vida
La Harpe nasceu em Paris, de pais pobres. Seu pai, que assinava como Delharpe, era descendente de uma família nobre originária de Vaud. Órfão aos nove anos, La Harpe foi cuidado por seis meses pelas Irmãs da Caridade, e sua educação foi garantida por uma bolsa de estudos no Collège d'Harcourt, hoje conhecido como Lycée Saint-Louis. Aos dezenove anos, foi preso por alguns meses sob a acusação de ter escrito uma sátira contra seus protetores no colégio. Ele foi preso em For-l'Évêque. La Harpe sempre negou sua culpa, mas esse infortúnio culminante de uma infância passada inteiramente na posição de dependente possivelmente teve algo a ver com a amargura que ele demonstrou posteriormente.
Em 1763, sua tragédia de Warwick foi representada perante o tribunal. Esta, sua primeira peça, foi talvez a melhor que ele escreveu. Os muitos autores que ele posteriormente ofendeu puderam sempre constatar que as próprias peças do crítico não atingiam o padrão de excelência que ele instituiu. Timoleon (1764) e Pharamond (1765) foram falhas críticas e de bilheteria. Mélanie jogou melhor, mas nunca foi representada. O sucesso de Warwick levou a uma correspondência com Voltaire, que concebeu uma alta opinião de La Harpe, até permitindo-lhe corrigir seus versos.
Em 1764, La Harpe se casou com a filha de um dono de cafeteria. Este casamento, que se revelou muito infeliz e foi dissolvido, não melhorou sua posição. Eram muito pobres e por algum tempo foram hóspedes de Voltaire em Ferney. Quando, após a morte de Voltaire, La Harpe, em seu elogio ao filósofo, aventurou-se em algumas críticas razoáveis, mas um tanto inoportunas, de obras individuais, foi acusado de traição a alguém que fora seu amigo constante.
Em 1768, ele voltou de Ferney para Paris, onde começou a escrever para o Mercure de France. Ele era um lutador nato e tinha pouca misericórdia dos autores cujo trabalho conduzia. Mas ele próprio foi atacado violentamente e sofreu com muitos epigramas, especialmente os de Lebrun-Pindare. Nenhuma prova mais impressionante da hostilidade geral pode ser fornecida do que sua recepção em 1776 na Académie Française, que Sainte-Beuve chama de sua "execução". Marmontel, que o recebeu, aproveitou a ocasião para elogiar o antecessor de La Harpe, Charles-Pierre Colardeau, especialmente por sua disposição pacífica, modesta e indulgente. O discurso foi pontuado pelos aplausos do público, que optou por encará-lo como uma série de sarcasmos sobre o novo integrante.
Eventualmente, La Harpe foi forçado a renunciar ao Mercure, que ele editou em 1770. No palco, ele produziu Les Barmecides (1778), Philoctete, Jeanne de Naples (1781), Les Brames (1783), Coriolan (1784), Virginie (1786). Em 1786, ele começou a ministrar um curso de literatura no recém-criado Lycée. Nessas palestras, publicadas como Cours de littérature ancienne et moderne, La Harpe é considerado o melhor, encontrando um ponto de vista mais ou menos independente da polêmica contemporânea. Diz-se que ele foi inexato ao lidar com os antigos e que tinha apenas um conhecimento superficial da Idade Média, mas foi excelente em sua análise dos escritores do século XVII. Sainte-Beuve considerou La Harpe o melhor crítico da escola francesa da tragédia.
La Harpe foi discípulo dos "philosophes", apoiando seu partido extremista durante os excessos de 1792 e 1793. Em 1793, voltou a editar o Mercure de France, que aderiu cegamente aos líderes revolucionários. No entanto, em abril de 1794, La Harpe foi apreendido como "suspeito". Na prisão, ele passou por uma crise espiritual que descreveu em linguagem convincente, emergindo um católico fervoroso e um reacionário político. Ao reassumir sua cadeira no Lycée, ele atacou seus antigos amigos da política e da literatura. Ele foi suficientemente imprudente para começar a publicação de sua Correspondance littéraire de 1774-1791 em 1801 com o grão-duque (e mais tarde imperador) Paulo I da Rússia. Nessas cartas, ele superou as brutalidades do Mercure.
Ele contraiu um segundo casamento, que foi dissolvido após algumas semanas por sua esposa. Ele morreu em 11 de fevereiro de 1803 em Paris, deixando em seu testamento uma exortação incongruente aos seus conterrâneos para manter a paz e a concórdia. Entre suas obras póstumas estava uma Prophétie de Cazotte, que Sainte-Beuve considerou sua melhor obra. É uma descrição sombria de um jantar de notáveis muito antes da Revolução, em que Jacques Cazotte é levado a profetizar os destinos terríveis que aguardam os vários indivíduos do grupo.
Entre suas obras ainda não mencionadas estão: Commentaire sur Racine (1795–1796), publicado em 1807; Commentaire sur le théâtre de Voltaire de data anterior (publicado postumamente em 1814); e um poema épico La Religion (1814). Seu Cours de littérature foi freqüentemente reimpresso; um aviso de Pierre Daunou prefixa a edição de 1825-1826.

### Trabalhos
La Harpe escreveu inúmeras peças, das quais quase foram completamente esquecidas. Apenas Warwick e Filoctetes, imitados de Sófocles, tiveram algum sucesso.
Uma menção particular deve ser feita a Mélanie, ou les Vœux forcés, que o autor imprimiu em 1770, mas que não foi exibida antes de 7 de dezembro de 1791 no Théâtre français. Resta, segundo Jacques Truchet, "a mais curiosa de suas peças e a mais representativa do espírito da época". O tema - desejos forçados - poderia ser adequado ao anticlericalismo que La Harpe mostrou ao compor esta peça, mas muito menos à censura da época, razão pela qual foi tocada após a Revolução Francesa. Embora apresentada como uma peça em três atos e versos, Melanie abordou o drama que faria a fortuna que conhecemos no final do século XVIII.
Essa comparação é ainda mais pungente do que La Harpe sempre professou o maior desprezo pelo drama, que ele atacou violentamente em sua comédia Molière à la nouvelle salle, escrita em defesa da Comédie-Française contra teatros concorrentes.
Além disso, sua Correspondance littéraire dirigida ao grão-duque Paulo I da Rússia está repleta de anedotas teatrais sobre os atores e peças de seu tempo.
- 1763: Le Comte de Warwick (Théâtre-Français, 7 de novembro de 1763)
- 1764: Timoléon (Théâtre-Français, 1 de agosto)
- 1765: Pharamond
- 1770: Mélanie, ou les Vœux forcés
- 1774: Olinde et Sophronie
- 1775: Menzicoff, ou les Exilés (Fontainebleau, novembro)
- 1778: Les Barmécides (Théâtre-Français, 11 de julho. Foi encenado onze vezes apenas Voltaire disse ao autor: "Meu amigo, não vale nada, nunca acontecerá uma tragédia assim".[4]
- 1779: Les Muses rivales, ou l'Apothéose de Voltaire (comédia em 1 ato e em verso livre, criada no Théâtre-Français 1 de fevereiro de 1779)
- 1781: Jeanne de Naples, 12 de dezembro)
- 1782: Molière à la nouvelle salle, ou les Audiences de Thalie, 12 de abril, comédia em 1 ato e em verso
- 1783: Philoctète, 16 de junho
- 1784: Coriolan, 2 de março
- 1786: Virginie, 11 de julho

### Críticos
A principal obra de La Harpe é seu Lycée ou Cours de littérature (1799), que traz 18 volumes de aulas que ele deu durante 12 anos no colégio. É um monumento da crítica literária. Mesmo que algumas partes sejam baixas - em particular sobre os filósofos antigos - tudo o que é dito sobre o drama de Corneille a Voltaire é lindamente pensado e fundamentado, mesmo que o pensamento e o raciocínio de um purista sejam frequentemente exigentes. As passagens sobre autores contemporâneos, nas quais La Harpe ataca vigorosamente o partido filosófico, costumam ser muito engraçadas.
- 1795–1796: Commentaire sur Racine, publicado em 1807
- 1796: De la Guerre déclarée par nos nouveaux tyrans à la raison, à la moral, aux lettres et aux arts
- 1797: Réfutation du livre de l'Esprit d'Helvétius
- 1797: Du Fanatisme dans la langue révolutionnaire, ou de la Persécution suscitée par les barbares du XVIIIe contre la religion chrétienne et ses ministres
- 1798-1804: Le Lycée, ou cours de littérature, 18 vol.

### Varia
- 1758: L'Alétophile ou l'ami de la Vérité
- 1759: Héroïdes nouvelles, précédées d'un essai sur l ' héroïde en général
- 1762: Le Philosophe des Alpes, La Gloire : odes
- 1765: La Délivrance de Salerne et la fondation du royaume des Deux-Siciles, poema
- 1765: Mélanges littéraires ou épîtres philosophiques
- 1766: Le Poëte (epístola, coroada pela Académie Française)
- 1767: Éloge de Charles V (coroada pela Académie Française)
- 1767: Des Malheurs de la guerre et des avantages de la paix (discurso, coroado pela Académie Française)
- 1768: La navigation, ode
- 1769: Éloge de Henri IV
- 1771: Éloge de Fénelon (coroada pela Académie Française)
- 1772: Éloge de Racine
- 1774: Éloge de La Fontaine
- 1775: Éloge de Catinat
- 1775: Conseils à un jeune poète
- 1780: Éloge de Voltaire
- 1780: Tangu et Félime, poème érotique
- 1780: Abrégé de l'histoire générale des voyages, 32 vol.
- 1797: Le Pseautier en français, traduction nouvelle, avec des notes... précédée d'un discours sur l'esprit des Livres saints et le style des profhètes
- 1801–1807: Correspondance littéraire adressée au grand-duc de Russie, 4 vol.
- 1802: Le Camaldule
- 1802: Réponse d'un solitaire de La Trappe à la lettre de l'abbé de Rancé
- 1814: Le Triomphe de la religion, ou le Roi martir, poème héroïque
- 1814: Commentaire sur le théâtre de Voltaire
- 1817: Prédiction de Cazotte, faite en 1788
- Le Salut public, ou la Vérité dite à la Convention
- Acte de garantie pour la liberté individuelle, la sûreté du domicile, et la liberté de la presse
- Oui ou Non
- La liberté de la Presse, défendue par La Harpe, contre Chénier
- De l'Etat des Lettres en Europe, depuis la fin du siècle qui a suivi celui d'Auguste, jusqu'au règne de Louis XIV
- Les Ruines, ou Voyage na França